# Viamão
Viamão là một đô thị thuộc bang Rio Grande do Sul, Brasil. Đô thị này có diện tích 1494,263 km², dân số năm 2007 là 253264 người, mật độ 169,49 người/km².